# ケート (潜水艦)
ケート (USS Kete, SS-369) は、アメリカ海軍の潜水艦。バラオ級潜水艦の一隻。艦名はチョウチョウウオの一種フォーアイ・バタフライフィッシュのカリブ海沿岸での通称に因む。

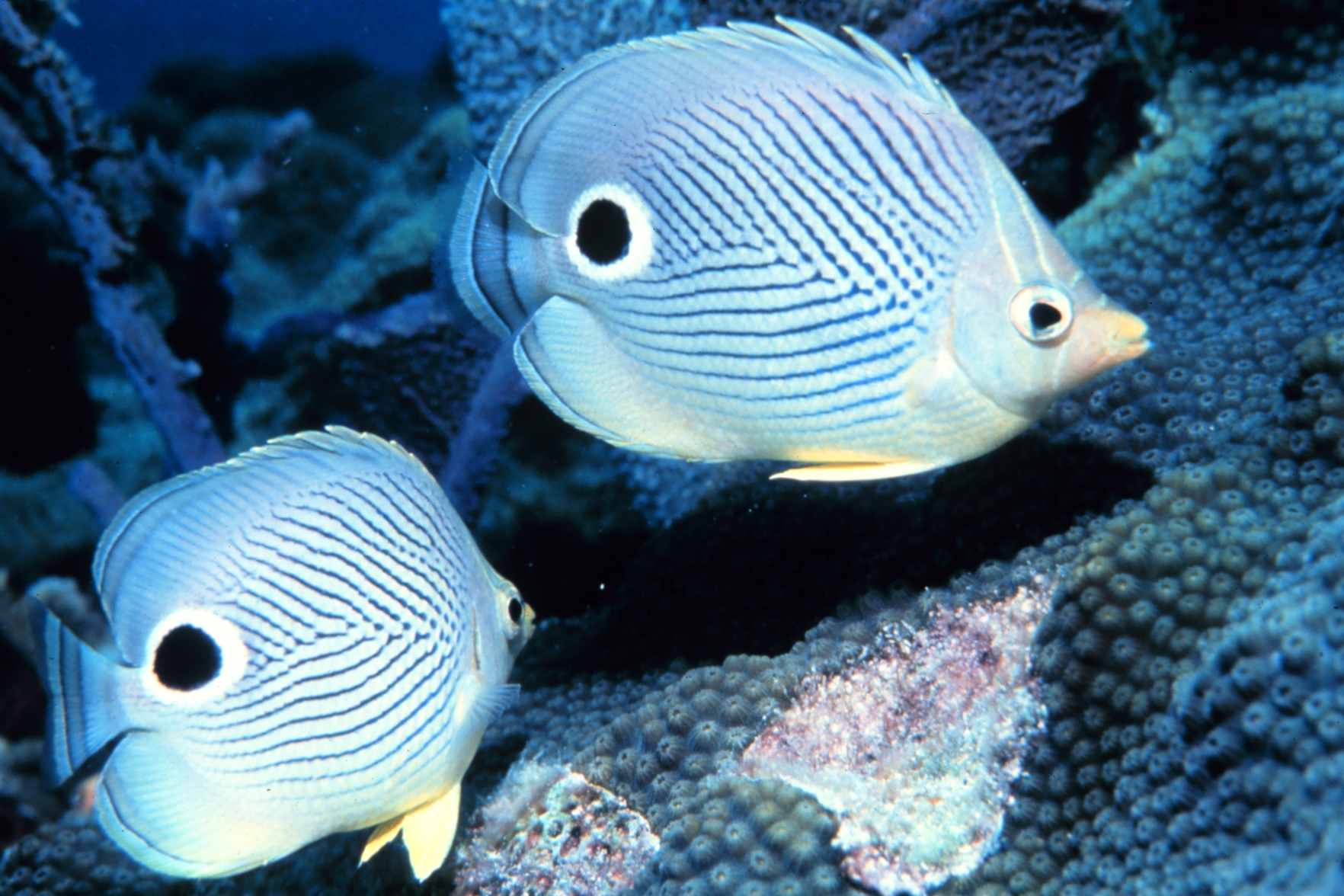
フォーアイ・バタフライフィッシュ（通称Kete）

## 艦歴
ケートは1943年10月25日にウィスコンシン州マニトワックのマニトワック造船で起工した。1944年4月9日にE・S・ハッチンソン夫人によって命名、進水し、7月31日に艦長ロイヤル・L・ラター少佐（アナポリス1930年組）の指揮下就役する。ケートは8月20日にマニトワックを出航し、ルイジアナ州ニューオーリンズを経由してパナマに向かい、9月5日に到着する。第3潜水戦隊 (SubRon 3) と共に9月28日まで訓練を行った後真珠湾に向かい10月15日に到着した。

### 哨戒
10月31日、ケートは最初の哨戒で日本近海および東シナ海に向かった。11月4日にミッドウェー島で燃料を補給し、11月15日にシーライオン (USS Sealion, SS-315) と共に哨区に到着した。しかし、この哨戒では悪天候と艦首部分の不具合に悩まされ、ケートは艦首の修理のため11月19日に一旦哨区を離れ、11月24日にサイパン島に到着して修理と補給を受けた後、12月24日にクラーケン (USS Kraken, SS-370) と共に哨戒を再開。4日後に沖縄島北方の哨区に到着し、長期に及ぶ悪天候にもかかわらず、ケートは1945年1月1日から1月27日まで琉球諸島の沖合で、地上攻撃任務を行った第38任務部隊のパイロットの救助巡航任務に当たった。その最中の1月12日には沖縄島北西海域で、遠くで爆雷攻撃のような音を聴取したが、これが何を意味するかは不明である。この哨戒を通じて、ケートは重要な天候データを収集した。1月30日、ケートは60日間の行動を終えてグアムアプラ港に帰投。艦長がエドワード・アッカーマン少佐（アナポリス1939年組）に代わった。
3月1日、ケートは2回目の哨戒で南西諸島方面に向かった。沖縄島周辺海域に配備されたケートはパイロットの救助巡航任務と、来るべき沖縄進攻のための天候データを収集した。3月9日から10日にかけての晩にトカラ列島の西方を哨戒していたところ、3月10日に日本船団と遭遇した。この船団は3月8日に鹿児島を出港し、沖縄に増援兵力や特攻艇「震洋」を輸送するカナ803船団であった。10日4時5分、ケートはまず船団の3番船の三嘉丸（大阪商船、2,473トン）に向けて雷撃。魚雷は三嘉丸に命中し轟沈した。3時間後の7時ごろには道灌丸（日本郵船、2,270トン）に向けて雷撃。発射魚雷のうち2本が命中、道灌丸は船体両断のうえ程無く沈没した。道灌丸沈没後間もなくケートは残った慶山丸（興国汽船、2,116トン）を雷撃し、魚雷が船倉に命中して、慶山丸は瞬時にして沈没した。護衛の海防艦はケートに対して爆雷攻撃を行ったが、ケートは攻撃から逃げ切ることが出来た。3月14日の夜にはケーブル敷設船を攻撃するが、魚雷は命中しなかった。残魚雷数は3本であり、ケートは3月19日に、翌20日に担当海域を離れてミッドウェー島で給油及び真珠湾での修理を受けるよう命じられる。3月20日、東方へ航行中のケートは奄美大島北東方から天候状況を報告する。これがケートからの最後の通信となり、その後ケートは行方不明となった。ケートのミッドウェー島への到着予定日は3月31日であった。無線で連絡を取る試みが何度も繰り返されたが接触はなく、4月16日に喪失が宣告された。

### ケートの喪失原因
ケートの喪失は原因不明のままである。運用上の不具合や触雷、あるいは敵による攻撃が考えられる。このうち、敵による攻撃という点では護衛艦艇や対潜掃討部隊による攻撃の可能性の他に、長らく「日本の潜水艦に撃沈された」という噂が根強くある。これは、ケートが行動していた海域に当時、伊8や呂41、呂49、呂56といった潜水艦が沖縄に向けて進出の途上だったことから出た噂のようである。これら潜水艦は報告することも無くいずれも戦没しており、確認する手立てがないゆえ「日本の潜水艦に撃沈された」説の真相は全くの闇のままである。
触雷に関しては、「3月20日に気象情報を発信した地点がアメリカ側に探知されていた機雷礁の東側であり、ケートが引き返して機雷礁に突入したとは考えにくい」という見方がアメリカ側に存在する。この「探知されていた機雷礁」とは、木俣滋郎『敵潜水艦攻撃』では、1944年1月から東シナ海の南西諸島寄りに敷設された機雷礁のこととしている。ところが、この方面の機雷礁は他に1944年に敷設された大隅海峡、種子島海峡にある機雷礁、そしてケートの予想進路と考えられている屋久島南方海域にある機雷礁があった。屋久島南方海域の機雷礁は1945年2月27日に第十八戦隊によって敷設され、およそ1,000個の機雷が4列に敷設されていた。この機雷礁の存在をアメリカ側が、ケートが最後に通信を送信してきた3月20日ごろに知り得ていたかは不明である。もっとも、この触雷説に関しても、日本の潜水艦による撃沈説と同様、断定できるほどの確証はない。
ケートは第二次世界大戦の戦功で1個の従軍星章を受章した。